# 日比野哲三
日比野 哲三（ひびの てつぞう、1922年11月30日 - 1992年11月16日）は、日本の経営者。ニチメン社長を務めた。

## 経歴
京都府京都市出身。1947年に神戸経済大学を卒業し、同年に日綿実業(のちのニチメンに入社。1972年に取締役に就任し、常務、専務を経て、1983年に副社長に就任し、1985年には社長に昇格。1989年から会長を務めた。
1984年に藍綬褒章を受章。
1992年11月16日、肝不全のために死去。69歳没。